# Chalindrey
Chalindrey é uma comuna francesa na região administrativa de Grande Leste, no departamento de Haute-Marne. Estende-se por uma área de 20,03 km². Em 2010 a comuna tinha 2 473 habitantes (densidade: 123,5 hab./km²).